# الأبطال المبتدئون
الابطال المبتدئون  (بالإنجليزية: SuperNoobs)‏ مسلسل رسوم متحركة بريطاني من إنتاج دي اتش اكس ميديا بدأ عرضه الـ2 من نوفمبر 2015 على كرتون نتورك (بريطانيا وأيرلندا) ومن ثم على كرتون نتورك في الـ7 من ديسمبر 2015 ومن ثم تلاه على باقي قنوات كرتون نتورك العالمية وفي 10 من شهر أبريل 2016 على قناة كرتون نتورك بالعربية مدبلج للعربية باسم الابطال المبتدئون".

## القصة
يتحدث المسلسل عن أفضل الأصدقاء هم طلاب كنديين يدرسون في إحدى المدارس المتوسطة (الاعدادية) من الصف السابع (الأول)، كيفن، تايلر، لويس، شوب، البالغين من العمر 12 عام حيث شكلوا فرقة الابطال المبتدئون لحماية كوكب الأرض من التدمير والهلاك ويواجهون الفيروس الذي يحول الكائنات التي تأكله أو تلمسه إلى وحوش بواسطة كرات الطاقة التي أعطاها إياهم الفضائيان ميمبلوك وزينبلوك اللذان يساعدانهما في محاربة الفيروس.

## الحلقات
انظر أيضا: قائمة حلقات الابطال المبتدئون

## روابط خارجية
- الأبطال المبتدئون على موقع IMDb (الإنجليزية)
- الأبطال المبتدئون على موقع كينوبويسك (الروسية)
- الأبطال المبتدئون على موقع قاعدة بيانات الفيلم (الإنجليزية)